# 316080 Boni
316080 Boni este o planetă minoră (asteroid) din centura de asteroizi. A fost descoperită pe 16 mai 2009 la Vicques⁠(d) de Michel Ory⁠(d). 
Obiectul prezintă o orbită caracterizată de o semiaxă mare de 2,3113113711563 UAi, o excentricitate de 0,053851238700376, o înclinație de 7,1106236160599 ° în raport cu ecliptica.